# Primer Traslado de la capital de Rusia de Moscú a San Petersburgo
Entre 1712 y 1714, la capital del Zarato moscovita se trasladó de Moscú a San Petersburgo por decisión del zar Pedro el Grande, a efectos de formar en el estuario del río Nevá una nueva ciudad con conexión al mar Báltico.
Durante la Guerra del Norte, Rusia obtuvo acceso al Mar Báltico tras derrotar a Suecia y anexarse gran parte de Finlandia, lo cual hacía que todas las costas del golfo de Finlandia se hallasen por vez primera bajo total control ruso. Allí se fundó San Petersburgo la primera ciudad de Rusia construida según los cánones europeos se decidió trasladar la capital a esta ciudad, ya que esta ciudad estaba más cerca del resto de Europa y causaba una mejor impresión a los extranjeros. Además, Pedro I necesitaba una capital en la costa del mar, "para que los invitados de otros países pudieran visita al zar por mar y no superar el peligroso camino hacia Moscú" además de permitir una comunicación rápida y efectiva con el resto del mundo. La transferencia tuvo lugar antes de la anexión formal de las tierras de Ingria (Donde estaba ubicada la capital)  en virtud del Tratado de Nystad con Suecia, por lo que la capital se ubicaba en un territorio que pertenecía formalmente a otro estado.
No se emitió ningún decreto formal o manifiesto del zar sobre la transferencia de la capital. De hecho, la transferencia de funciones metropolitanas comenzó en 1710, cuando los altos funcionarios comenzaron a trasladarse a San Petersburgo, seguidos por los senadores en 1711. En el mismo año, apareció una embajada persa a orillas del Nevá, y en 1712 llegaron aquí enviados de Gran Bretaña, Francia, Holanda y Prusia. En ese mismo año 1712, la corte real se instaló en San Petersburgo. El Prikaz y las instituciones senatoriales (es decir, las autoridades ejecutivas) se mudaron de Moscú a San Petersburgo entre 1713 y 1714.
A pesar de la transferencia inversa de la capital en 1728 por obra de Pedro II, desde 1732 San Petersburgo (Petrogrado) volvió a ser la capital de Rusia en forma continua hasta 1918, cuando el gobierno bolchevique trasladó la capital de nuevo a Moscú.